# D.Gray-man
D.Gray-man (japanska: ディー・グレイマン Hepburn: Dī Gureiman?) är en japansk mangaserie skriven och illustrerad av Katsura Hoshino. Den handlar om en pojke som heter Allen Walker, en medlem av en organisation av exorcister som använder sig av ett gammalt ämne, kallat innocence, för att bekämpa Millennium Earl och hans demoniska armé av akuma.

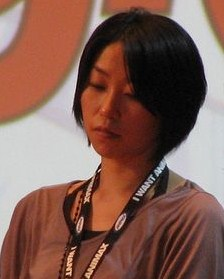
Mangaka Katsura Hoshino

Mangan började ges ut 2004 i Weekly Shōnen Jump, publicerat av Shueisha. Övergick från att vara en vecko- till månadsserie i november 2009, då den började ges ut i Jump Square Crown . Den augusti 2010 släppte Viz Media de första 24 volymerna i USA. Mangan har också anpassats till en animeserie på 103 episoder, som sändes den 2006 till 2008 i Japan. Animen är licensierat av Funimation Entertainment i Nordamerika.
Mangaserien har blivit en av de bäst säljande för Shueisha. Under sin andra vecka efter utgivningen, var den 15:e mangavolymen rankad som en av de näst mest sålda serierna i Japan. Recensenterna jämförde den med andra serier från samma genre och prisade den för sina stunder av originalitet och för de välutvecklade karaktärerna och deras personligheter. Många av karaktärerna och deras design var inspirerade av författarens tidigare verk och utkast, så som Zone och Continue, och av hennes assistenter.[källa behövs]
Det finns även en spin off-serie vid namn D.Gray-Man Reverse, författad av Kaya Kizaki och tecknad av Hoshino Katsura, som utforskar de olika karaktärernas historier. Den består av åtta kapitel utgivna i tre volymer från 30 maj 2005 till 3 december 2010.

## Handling
D-Gray-Man utspelar sig i 1800-talets London. En man som kallar sig Millennium Earl letar upp personer som sörjer sina älskade som lämnat världen bakom sig. När han väl funnit en sådan person berättar han att det finns ett sätt att kalla tillbaka deras älskades själar till en konstgjort byggd människa. Personen som har otur att möta Millennium Earl är ofta väldigt sorgsna och gör vad som helst för att få se sina älskade igen.
Millennium Earl säger åt personen i fråga att ropa sin älskades namn så ska själen ta plats i den konstgjorda docka som ser ut som ett skelett. Då det har skett är själen är tvungen att lyda Millennium Earls order och han beordrar själarna att döda personen som kallat tillbaka den och ta personens kropp så att själarna kan röra sig runt bland andra människor och döda.
Själarna kallas då "Akuma" som är japanska och betyder "djävul" eller "demon". När de lämnar sina skal som är kropparna från de som kallat dem tillbaka från dödsriket så är de ett vapen. Dödar en Akuma tillräckligt många blir den starkare och får fler förmågor till att döda ännu fler människor åt Millennium Earl. Men allting är inte bara mörker. I världen existerar också personer som kallas Exorcister.
Exorcisternas jobb är att göra sig av med Akuma, och för att göra det har de ett hjälpmedel, Innocence. Innocence är ett sällsynt föremål som ibland skyddar vissa människor och ibland ändrar klimatet i områden de existerar i. Exorcisterna försöker leta upp Innocencer för att göra vapen av dem så att de kan användas mot Akuma. Millennium Earl letar i sin tur efter The Heart Innocence (Innocence-hjärtat), som förgör alla andra Innocence om den förstörs. Förstörs alla Innocecne kan Millennium Earl och hans odödliga människofamilj, Noah, härja fritt och döda människor utan att Exorcisterna kan hindrar dem.
Huvudpersonen i D.Gray-Man heter Allen Walker. En föräldralös pojke som finner en fosterfar vid namn Mana som tar hand om honom innan denne dör i en olycka. Allen möter Millennium Earl för första gången då han sitter och sörjer sin fosterfar, Mana. Allen accepterar erbjudandet och ropar tillbaka Manas själ, som då attackerar Allen. Allen hade fötts med Innocence i sin arm som i attacken aktiveras för att döda Mana som dessförinnan lägger en förbannelse över Allens öga vilket ger honom förmågan att kunna se Akumas själar och på så sätt kunna se vilka Akuma som gömmer sig i ett människoskal. Mana dör och Allen lämnas åter ensam.
En Exorcist som heter Marshall Cross Marian tar sig an Allen som lärling för att träna honom att bli Exorcist. När Cross en dag anser att pojken är färdigtränad säger han åt Allen att leta upp Exorcisternas högkvarter och att han ska vara väntad där. Därefter slår Cross honom medvetslös och springer iväg och låter Allen gå ensam tillsammans med Cross golem Timcanpy, för att leta efter Högkvarteret. När han till slut hittar det blir han mött av ett stort antal Exorcister och får olika uppdrag som ger honom både nära-döden-upplevelser men också nya vänner som Lenalee Lee, Lavi och Yu Kanda.